# Teatro Santa Rosa
O Theatro Santa Roza (na grafia arcaica Theatro Santa Roza) é um teatro brasileiro situado na cidade de João Pessoa, capital do estado da Paraíba. É o terceiro mais antigo da Paraíba revestido internamente de madeira pinho de riga.

## História
Foi inaugurado em 3 de novembro de 1889 e recebeu o sobrenome do então presidente  da Paraíba Francisco da Gama Roza. O governante teve a sorte de inaugurar o teatro as vésperas de perder o mandato, já que doze dias depois seria proclamada a República.
Após a Proclamação da República, o primeiro governante republicano, Venâncio Neiva, chegou a mudar o nome do teatro para "Teatro do Estado". Este ato foi revogado. Outro ato governamental, foi o do presidente João Pessoa, candidato a vice-presidência na época. Seu desejo era mudar a localização do teatro, pois considerava ali ser uma área já marginalizada. O governador foi assassinado antes de pôr em prática seu plano.
Foi neste teatro, em uma assembleia, que formularam a bandeira da Paraíba, com suas cores preto e vermelho e o nome "NEGO" (presente do verbo negar da primeira pessoa do singular). Foi também no mesmo local, em 4 de setembro de 1930 que, numa tumultuada e histórica sessão da Assembleia Legislativa da Paraíba, mudaram o nome da capital paraibana de Parahyba, para João Pessoa, através do decreto de lei nº 700 em homenagem ao então falecido presidente (governador).

## Estilo arquitetônico
Em quase 130 anos, o teatro já passou por várias reformas, mas nenhuma alterou o seu estilo arquitetônico (greco-romano), com revestimento interno de madeira, tipo "Pinho de Riga".
O teatro possui 412 lugares e sua última grande reforma foi datada de 1989, ano do seu centenário. Atualmente, pertence ao Governo do Estado e está diretamente vinculado à Fundação Espaço Cultural da Paraíba. O seu atual diretor é o teatrólogo Tarcísio Pereira.
Apresenta grupos musicais, teatrais, de dança etc. O teatro está localizado na praça Pedro Américo.